# Runcina divae
Runcina divae är en snäckart som först beskrevs av Ev. Marcus och Er. Marcus 1963.  Runcina divae ingår i släktet Runcina och familjen Runcinidae. Inga underarter finns listade i Catalogue of Life.